# Daniel O'Shaughnessy
Daniel O'Shaughnessy (Riihimäki, 14 de septiembre de 1994) es un futbolista finlandés que juega de defensa en el HJK Helsinki de la Veikkausliiga.

## Selección nacional
Es internacional con la selección de fútbol de Finlandia. Fue internacional sub-15, sub-16, sub-17, sub-18, sub-20 y sub-21, antes de convertirse en internacional absoluto el 10 de enero de 2016 en un amistoso frente a la selección de fútbol de Suecia.
El 3 de septiembre de 2020 disputó su primer partido oficial con la selección, en la derrota de Finlandia por 0-1 en un partido de la Liga de Naciones de la UEFA 2020-21 frente a la selección de fútbol de Gales.

## Clubes
| Club                         | País       | Año       |
| ---------------------------- | ---------- | --------- |
| Klubi-04                     | Finlandia  | 2011      |
| F. C. Metz II                | Francia    | 2012-2013 |
| F. C. Metz                   | Francia    | 2013-2014 |
| Brentford F. C.              | Inglaterra | 2014-2016 |
| Baintree Town F. C. (cedido) | Inglaterra | 2015      |
| F. C. Midtjylland (cedido)   | Dinamarca  | 2016      |
| Cheltenham Town F. C.        | Inglaterra | 2016-2018 |
| HJK Helsinki                 | Finlandia  | 2018-2021 |
| Karlsruher S. C.             | Alemania   | 2022-2024 |
| HJK Helsinki                 | Finlandia  | 2024-     |

## Palmarés

### Títulos nacionales
| Título            | Club         | País      | Año  |
| ----------------- | ------------ | --------- | ---- |
| Veikkausliiga     | HJK Helsinki | Finlandia | 2018 |
| Copa de Finlandia | HJK Helsinki | Finlandia | 2020 |
| Veikkausliiga     | HJK Helsinki | Finlandia | 2020 |
| Veikkausliiga     | HJK Helsinki | Finlandia | 2021 |